# Bir etíope
El Bir (en amhárico ብር , que significa plata) es la divisa oficial de Etiopía. Fue adoptado en 1945, aunque era conocido como "dólar etíope". En 1976 pasa a ser conocida internacionalmente con su nombre oficial. El código ISO 4217 para esta divisa es ETB. Fue también moneda de Eritrea hasta que fue sustituido por el Nakfa.

## Historia
Entre 1855 y 1936 circuló la primera moneda con denominación de Bir. Durante la ocupación italiana de Etiopía de 1936, se introdujo el uso de la Lira italiana hasta 1941, cuando tropas británicas expulsaron a los italianos, en 1941 empezó a usarse el Chelín de África Oriental. Tras el fin de la Segunda Guerra Mundial, el birr se volvió a introducir en 1945 con una tasa de cambio de 1 bir por 2 chelines. El nombre de dólar etíope se utilizó en el texto en inglés de los billetes. Se dividía en 100 santims (derivado del francés centime). Bir se convirtió en el nombre oficial, utilizado en todos los idiomas, en 1976. Debido a la precaria situación económica causada por la Guerra civil etíope el gobierno aplico controles de divisas bajo un sistema de devaluación controlada que convivio con un Mercado negro de divisas.

### Liberalización del mercado de 2024
En 2024, Etiopía emprendió reformas, incluida la liberalización de su mercado cambiario, lo que llevó a la flotación del bir etíope. El Banco Nacional de Etiopía (NBE) encabezó esta iniciativa, recibiendo 13.500 millones de dólares de socios internacionales para apoyar la transición. Esta financiación, principalmente de prestamistas multilaterales como el Fondo Monetario Internacional y el Banco Mundial, tenía como objetivo la adopción de un sistema de tipo de cambio flexible. Al mismo tiempo, Etiopía obtuvo más de 15.000 millones de dólares en apoyo financiero del Banco Mundial, incluidas donaciones directas, prórrogas de la deuda y compromisos de inversión. El birr etíope experimentó una caída sustancial, cayendo un 63% frente al dólar estadounidense una semana después de la flotación. La introducción de un tipo de cambio flotante por parte del gobierno condujo a un período volátil, en el que el Banco Comercial de Etiopía y los bancos privados ajustaron rápidamente sus tipos de cambio. El tipo de cambio indicado por el Banco Comercial de Etiopía (CBE) se desplomó de 57 birr por dólar estadounidense hace una semana a 103 birr por dólar.

## Billetes
El 14 de septiembre de 2020, Etiopía anunció la introducción de nuevos billetes de 10, 50, 100 y 200 birrs, este último de alta denominación para combatir la inflación. Las emisiones más antiguas de billetes de 10, 50 y 100 birrs se desmonetizaron en diciembre. El gobierno federal informó de que más de 113.000 millones de birrs (3.600 millones de dólares) siguen ocultos a los bancos. El gobierno federal también cree que este dinero se está utilizando como catalizador de la inestabilidad actual en Etiopía. En tan solo un mes, los bancos etíopes recibieron 14.000 millones de birrs (unos 500 millones de dólares) en su sistema, cifra que se espera que aumente hacia finales de 2020. La medida, anunciada por el primer ministro Abiy Ahmed, se informó de que era una medida preventiva contra el acaparamiento, la falsificación y otras formas de corrupción que afectan a la economía. El ministro de Finanzas también señaló que el país gastó 3.700 millones de birrs (101,2 millones de dólares) en imprimir los nuevos billetes. Las empresas y los particulares sólo pueden cobrar hasta 1,5 millones de birrs (41.000 dólares). La retirada de efectivo de los bancos tampoco debe superar los 100.000 birrs (2.737 dólares). Los antiguos billetes de 5 birrs, aunque seguirán siendo de curso legal, serán sustituidos por una moneda.
| Denominación | Color predominante | Descripción del anverso   | Descripción del reverso                           |
| ------------ | ------------------ | ------------------------- | ------------------------------------------------- |
| 10 Bir       | Verde              | Camello y cosecha de café | Dos parejas                                       |
| 50 Bir       | Rojo               | Tractor                   | Fabrica                                           |
| 100 Bir      | Azul               | Fortaleza de Enqulal Gemb | Cuevas de Sof Omar y Puerta de la ciudad de Harar |
| 200 Bir      | Morado             | Paloma                    | Cabra salvaje                                     |

## Monedas
Estas son sus características principales de las monedas que se encuentran en circulación:
| Denominación | Emisión    | Metal        | Metal        | Forma    | Diámetro | Borde    | Anverso        | Reverso                                              |
| Denominación | Emisión    | Anillo       | Centro       | Forma    | Diámetro | Borde    | Anverso        | Reverso                                              |
| ------------ | ---------- | ------------ | ------------ | -------- | -------- | -------- | -------------- | ---------------------------------------------------- |
| 1 Santim     | Desde 1977 | Aluminio     | Aluminio     | Circular | 17 mm    | Liso     | Cabeza de León | Campesino arando con pareja de bueyes - Valor facial |
| 5 Santims    | Desde 1977 | Latón        | Latón        | Circular | 20 mm    | Liso     | Cabeza de León | Soldado avanzando - Valor facial                     |
| 10 Santims   | Desde 1977 | Latón        | Latón        | Circular | 23 mm    | Liso     | Cabeza de León | Niala montano ("Tragelaphus buxtoni") - Valor facial |
| 25 Santims   | Desde 1977 | Cupro-Níquel | Cupro-Níquel | Circular | 21 mm    | Estriado | Cabeza de León | Obrera y Obrero triunfantes - Valor facial           |
| 50 Santims   | Desde 1977 | Cupro-Níquel | Cupro-Níquel | Circular | 25 mm    | Estriado | Cabeza de León | Cinco ciudadanos pletóricos - Valor facial           |
| 1 bir        | Desde 2010 | Acero inox.  | Latón        | Circular | 27 mm    | Alterno  | Cabeza de León | Balanza de la justicia - Valor facial                |